# Typhloditha termitophila
Espèce
Typhloditha termitophila est une espèce de pseudoscorpions de la famille des Tridenchthoniidae.

## Distribution
Cette espèce est endémique d'Afrique du Sud. Elle se rencontre vers Wakfontein.

## Description
La femelle holotype mesure 1,25 mm.

## Publication originale
- Beier, 1964 : Weiteres zur Kenntnis der Pseudoscorpioniden-Fauna des südlichen Afrika. Annals of the Natal Museum, vol. 16, p. 30-90.